# Desinformation
Desinformation är avsiktligt falsk eller vilseledande information som sprids på ett planerat sätt i syfte att nå en viss målgrupp. Desinformation skiljer sig från felaktig information som är oavsiktligt fel, där avsändaren är omedveten om informationens felaktighet.
Användningen av termen som ett led i rysk taktisk krigföring inleddes 1923, när den vice ordföranden i KGB:s föregångare, GPU, föreslog att man skulle grunda "en särskild desinformationsbyrå i syfte att driva aktiv underrättelseverksamhet" . Benämningen återkom 1939, kopplad till att en "tysk desinformationstjänst" omnämndes. Ion Mihai Pacepa, en högt uppsatt tjänsteman vid den rumänska hemliga polisen, hävdar att termen myntades av Josef Stalin och att den användes under andra världskriget. I sin bok Disinformation skriver Pacepa att Stalin gav företeelsen en franskspråkig beteckning i syfte att låta påskina att det egentligen var en teknik som användes av väst. Den sovjetiska underrättelsetjänsten använde begreppet maskirovka som beteckning för en kombination av olika metoder, däribland desinformation, simulering, kamouflage och döljande.
Desinformation sågs snart som ett sovjetiskt hantverk och förklarades i den år 1952 utgivna Stora sovjetencyklopedin som spridningen av "falsk information som ett sätt att förleda den allmänna opinionen". Genom avhoppade KGB-officerare fick väst allt mer information om företeelsen från 1960- till 1980-talet. Som exempel på framträdande desinformationskampanjer märks bland annat den falska utgåvan av Who's Who in the CIA år 1968 och Operation INFEKTION, det senare ett försök att få allmänheten att tro att USA uppfunnit AIDS.
Den amerikanska regeringen lade inte ner några betydande resurser på att motverka desinformation under 1970-talet; detta kom dock att ändras 1980, under president Carters ämbetstid, när ett falskt dokument påstod att USA stödde apartheidregimen i Sydafrika.  President Carter blev chockerad av påståendena och detta ledde snart till att Central Intelligence Agency, CIA, ökade sina insatser för att motverka sovjetisk desinformation. USA hade själva använt sig av desinformationskampanjer, till exempel då CIA försökte byta ut Mohammed Reza Pahlavi mot den iranska premiärministern Mohammad Mosaddegh och år 1979 under Afghansk-sovjetiska kriget. Användandet av begreppet i den anglosaxiska världen ökade från 1986 då det blev känt att Reaganadministrationen hade arbetat med en desinformationskampanj riktad mot den dåvarande presidenten i Libyen, Muammar al-Gaddafi.

## Etymologi och tidig användning
Det engelska ordet, disinformation, som inte togs in i ordböckerna förrän under sent 1980-tal, är en översättning av det ryska ordet дезинформация, translittererat som desinformatsija. Desinformation är inte samma sak som felaktig information, det vill säga information som beror på någon form av misstag. Desinformation är avsiktlig vilseledning som tagits fram för detta syfte. Begreppet felaktig information kan i sig användas som en definition av begreppet desinformation, där desinformation är felaktig information som avsiktligen sprids för ett visst syfte. Frontorganisationer kan använda sig av desinformation i syfte att dölja att informationen egentligen kommer från den bakomliggande organisationen. Desinformation som taktiskt grepp kan leda till bakslag, det vill säga icke avsiktliga problem på grund av den valda strategin, till exempel åtal för förtal eller ärekränkning. Desinformation används framför allt av olika statliga underrättelsetjänster.
År 1923 föreslog vice ordföranden i dåvarande GPU, Józef Unszlicht, att man skulle inrätta "ett särskilt desinformationskontor med uppgift att utföra aktiva underrättelseoperationer". Det var den första gången begreppet desinformation omnämndes som ett ryskt taktiskt vapen. GPU blev den första organisationen i Sovjetunionen som använde begreppet för att beskriva en del av sin taktiska underrättelseverksamhet. År 1993 skrev William Safire i sin bok Quoth the Maven att desinformation användes av KGB:s föregångare för att beteckna "manipulation av ett lands underrättelsesystem genom spridning av trovärdiga men vilseledande uppgifter". Framledes blev desinformation en avgörande taktik i den sovjetiska, politiska krigföring som kallas aktiva åtgärder. Aktiva åtgärder var en avgörande del av sovjetiskt strategiska underrättelseverksamhet och använde sig bland annat av förfalskning som påverkansoperation, subversion och manipulation av massmedia. Enligt uppslagsverket Propaganda and Mass Persuasion (2003) stammar begreppet desinformation från det ryska ordet dezinformatsia och användes av det ryska underrättelseorganet Service A, där "A" syftade på aktiva åtgärder, och som främst handlade om svart propaganda. Begreppet användes 1939 och syftade då på en tysk desinformationstjänst. 1991 års utgåva av The Merriam-Webster New Book of Word Histories definierar desinformation som en sannolik översättning av det ryska ordet dezinformatsiya. Ordboken uppger vidare att den engelska termen möjligen utvecklades parallellt men oberoende av dess ryska motsvarighet och att det i så fall kan ha berott på frustration över propagandaspridningen innan andra världskriget.

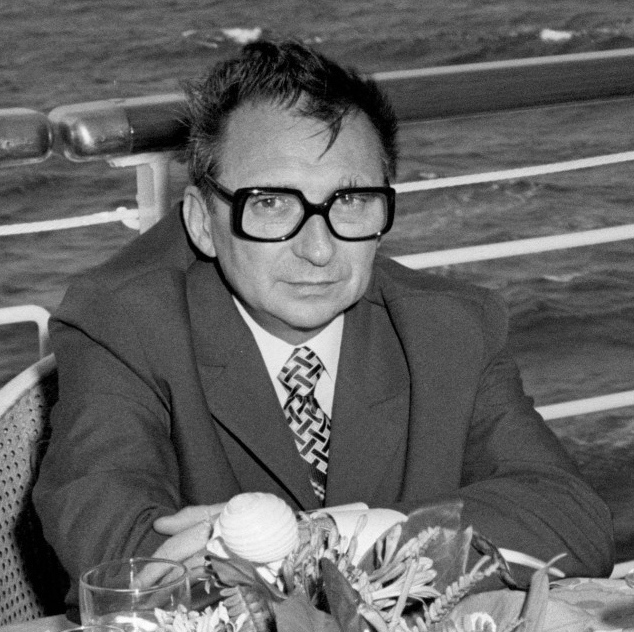
Ion Mihai Pacepa, tidigare högt uppsatt tjänsteman i den rumänska hemliga polisen Securitate, skildrade desinformationens historia i sin bok Disinformation (2013).

Enligt den rumänske tidigare underrättelseofficeren Ion Mihai Pacepa, förutvarande medarbetare vid den rumänska underrättelsetjänsten Siguranța, skall begreppet ha myntats av Josef Stalin och använt under andra världskriget. Den stalinistiska regeringen använde sig av desinformation i såväl andra världskriget som under kalla kriget. Sovjetisk underrättelsetjänst använde begreppet maskirovka (rysk militär vilseledning) som samlingsbeteckning för flera olika taktiska metoder, bland annat desinformation, simulering, kamouflage och användandet av attrapper. Pacepa och Ronald J. Rychlak gav tillsammans ut boken Disinformation, i vilken Pacepa skriver att Stalin gav metoden ett franskklingande namn för att ge intryck av att det egentligen var ett begrepp som användes i väst. Pacepa minns att han under sin tid som underrättelseofficer läste sovjetiska läroböcker där desinformation, på det sätt den användes av den ryska regeringen, beskrevs som en strategi med ursprung i rysk historieskrivning. Pacepa drar sig till minnes att böckerna hävdade att desinformationens ursprung gick tillbaka till 1783, då Grigorij Potemkin, i syfte att imponera på Katarina den stora under dennas resa till Krim, uppförde falska städer som sedan kom att kallas Potemkinbyar.
I sin bok Propaganda and Persuasion beskriver Garth Jowett och Victoria O'Donnell desinformation som ett kognat av dezinformatsia som skall ha kommit sig av namnet på en avdelning inom KGB som arbetade med svart propaganda. Avdelningen för svart propaganda skall ha inrättats 1955 och gick under namnet desinformationsavdelningen. Den tidigare chefen vid CIA, William Colby, förklarade hur avdelningen arbetade och berättade hur avdelningen i hemlighet publicerade en falsk artikel i en vänstertidning. Den påhittade historien letade sig vidare till en regelbundet utgiven kommunistisk tidning innan den till sist trycktes i en sovjetisk dagstidning, som hänvisade till hemliga källor. På detta sätt kom den falska historien snabbt att spridas internationellt under sken av att vara resultatet av journalistiskt arbete.
Enligt Oxford Dictionaries kom det engelska ordet disinformation, som en översättning från ryskans disinformatsiya, i bruk under 1950-talet. Begreppet desinformation som ett sovjetiskt hantverk publicerades i 1952 års utgåva av Stora Sovjetencyklopedin där den beskrevs som "spridning (i press, radio, etc.) av falsk information med syftet att vilseleda den allmänna opinionen". Under kalla krigets mest intensiva period 1945–1989 användes detta taktiska grepp av många underrättelsetjänster, däribland KGB, brittiska Secret Intelligence Service och amerikanska CIA. Användningen av ordet ökade under 1960-talet och var vida spritt i början av 1980-talet. Den tidigare tjeckoslovakiske underrättelseofficeren Lawrence Martin-Bittman (Ladislav Bittman), som var den förste desinformationsspecialisten att öppet hoppa av till väst, beskrev den officiella betydelsen av ordet som delvis skild från dess praktiska tillämpning: "Tolkningen är något skev, eftersom den allmänna opinionen bara är ett av de tilltänkta målen. Många desinformationsoperationer skapas enbart för att påverka den beslutsfattande eliten och uppmärksammas inte" Bittman var ställföreträdande chef för desinformationsavdelningen vid den dåvarande tjeckoslovakiska underrättelsetjänsten Státní bezpečnost (StB) och år 1980 vittnade han inför den amerikanska kongressen om sin kunskap om desinformation.
Desinformation kan också röra sig om spridning av förfalskade dokument, manuskript och fotografier, eller genom spridning av farliga rykten och fabricerad vetenskap. Ett exempel på en stor desinformationsoperation ägde rum 1964, då StB inledde Operation Neptun. Den gick ut på att få det att se ut som om ledande västeuropeiska politiker varit kollaboratörer till Nazityskland.

## Ett KGB-hantverk

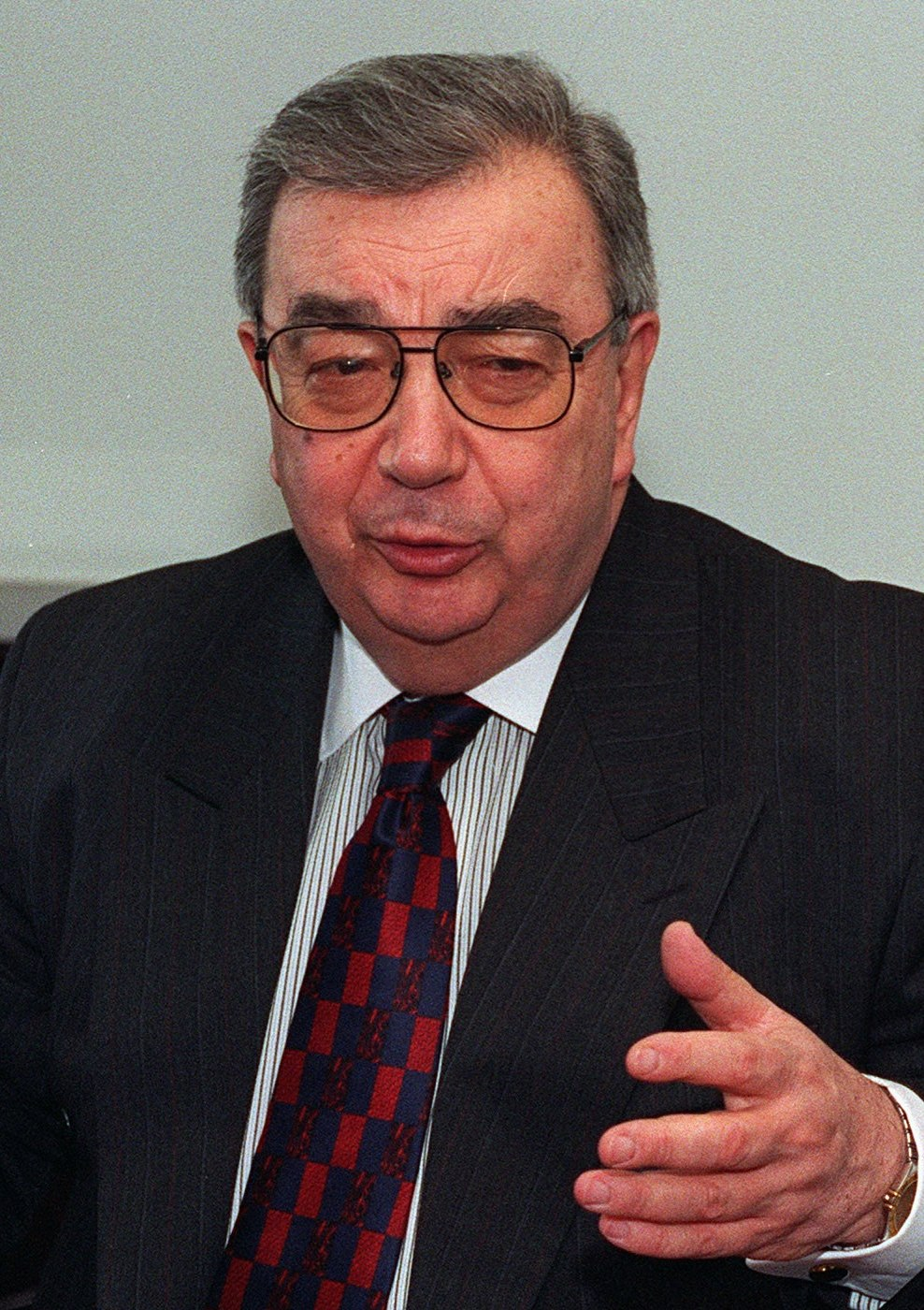
Chefen för SVR, Jevgenij Primakov, bekräftades 1992 att Operation INFEKTION var en desinformationskampanj som gick ut på att få världen att tro att USA uppfunnit AIDS.

Omfattningen av det sovjetiska desinformationsarbetet kom till västs kännedom via avhoppade officerare från KGB och Sovjetunionens allierade från slutet av 1960-talet till 1980-talet. Oredan under Sovjetunionens upplösning ledde till att arkiv och annan dokumentation bekräftade vad avhopparna tidigare hade avslöjat. Stanislav Levtjenko och Ilja Dzerkvilov hoppade båda av från Sovjetunionen och 1990 hade båda skrivit böcker om sitt arbete med desinformationsoperationer vid KGB.
År 1961 publicerades en skrift i Storbritannien med titeln A Study of a Master Spy (Allen Dulles) ("En studie över en mästerspion (Allen Dulles"), som var starkt kritisk till den dåvarande generaldiektören för CIA, Allen Dulles. De påstådda författarna till skriften angavs vara politikern och parlamentsledamoten Bob Edwards och journalisten Kenneth Dunne. I själva verket hade den skrivits av desinformationsspecialisten och översten i KGB Vasilij Sitnikov.
Ett annat exempel på en lyckad sovjetisk desinformationsoperation var utgivningen av verket Who's Who in the CIA 1968, vilket användes som en auktoritet i väst ända till det tidiga 1990-talet.
Enligt officeren vid ryska federationens yttre underrättelsetjänst (SVR) Sergej Tretjakov skapades hela idén bakom begreppet atomvinter av KGB som ett led i försöken att förhindra utplaceringen av det amerikanska robotsystemet Pershing II. Tretjakov hävdar att KGB från 1979 och framåt försökte hindra USA från att placera ut robotsystemen i Västeuropa och att man, på order av Jurij Andropov, spred desinformation som grundade sig på en förfalskad "domedagsrapport" utgiven av dåvarande Sovjetunionens Vetenskapsakademi. Rapporten, som visade på hur ett kärnvapenkrig skulle påverka miljön, spreds till fredsgrupper, miljörörelsen och den engelskspråkiga tidskriften Ambio, utgiven av Kungliga Vetenskapsakademien i Sverige.
Under 1970-talet var inte de amerikanska underrättelsetjänsterna särskilt intresserade av att motverka sovjetiska desinformationsoperationer. Förhållningssättet ändrades under Carteradministrationen i september 1980 då Vita huset utsattes för en sovjetisk propagandaoperation angående relationen mellan USA och Sydafrika. 17 september 1980 bekräftade president Jimmy Carters pressekreterare Jody Powell förekomsten av en förfalskad rapport, Presidential Review Memorandum on Africa som hävdade att USA stödde apartheidregeringen i Sydafrika och att man aktivt diskriminerade afroamerikaner. Powells uttalande skedde med anledning av att en förhandsutgåva av tidningen Sun Reporters nummer för den 18 september 1980 hade spridits, i vilken de aktuella uppgifterna förekom. Sun Reporter gavs ut i San Francisco av Carlton Benjamin Goodlett, styrelseledamot i den sovjetkontrollerade frontorganisationen Världsfredsrådet. President Carter blev förfärad över lögnerna och detta ledde till att hans administration visade ett ökat intresse för CIA:s arbete med att motverka sovjetisk desinformation.
År 1982 gav CIA ut en rapport om de aktiva åtgärder som sovjetiska underrättelsetjänsterna använde sig av. Rapporten redogjorde för ett större antal desinformationsoperationer riktade mot USA, bland annat att USA skulle ha organiserat ockupationen av moskén Masjid al-Haram 1979 och förfalskade dokument som sades visa hur USA skulle använda kärnvapen mot sina allierade i NATO.
Operation INFEKTION var en avancerad desinformationsoperation som inleddes 1985. Syftet var att få omvärlden att tro att USA skapat AIDS. Den innefattade påståendet att syftet var att skapa en "etnisk bomb" i syfte att utrota icke-vita. År 1992 bekräftade dåvarande chefen för SVR, Jevgenij Primakov, att operationen ägt rum.
År 1985 gav Aldrich Ames KGB stora mängder information om CIA-agenter. Den sovjetiska regeringen agerade snabbt och anhöll dem. De sovjetiska underrättelsetjänsterna blev då oroliga för att det snabba agerandet skulle uppmärksamma CIA på det faktum att Ames var spion i rysk tjänst. I syfte att minska risken för att CIA skulle identifiera Ames tog KGB fram desinformation rörande bakgrunden till anhållandet av de amerikanska agenterna. Under sommaren begav sig en KGB-officer, som också var dubbelagent, till en brevlåda i Moskva på sin väg hem från arbetet, men han hörde aldrig av sig till sin uppdragsgivare i USA. CIA fick senare information från en KGB-källa i Europa om att deras agent hade anhållits. Samtidigt nåddes FBI och CIA av information från en andra KGB-källa om att deras agent hade anhållits. Det var först efter att Ames hade avslöjats som KGB-spion som det blev uppenbart att KGB hela tiden hade känt till att båda agenterna var dubbelagenter i amerikansk tjänst och att man därför spelat ut dem genom att låta dem delge CIA desinformation i syfte att skydda Ames identitet.
Efter Sovjetunionens fall utvecklades desinformationen till att bli ett nyckelverktyg i rysk militärdoktrin. I början av 2000-talet använde Ryssland desinformationsverktyget så intensivt att såveäl EU som NATO inrättade särskilda enheter för att analysera och avslöja falsarier. NATO inrättade en mindre enhet i Lettland för att kunna angripa desinformation och EU skapade Europeiska utrikestjänsten som veckovis publicerade rapporter om desinformation med ursprung i Ryssland. Bland de ryska metoderna märktes den regeringskontrollerade nyhetsbyrån Sputnik News och TV-kanalen Russia Today (RT). Då chefsanalytikern vid Säkerhetspolisen, Wilhelm Unge, presenterade myndighetens årsbok 2016 och berörde ämnet desinformation uppgav Unge att desinformation var "alltifrån nättroll som spammar sociala medier till propaganda som sprids via ryska mediebolag".

## USA

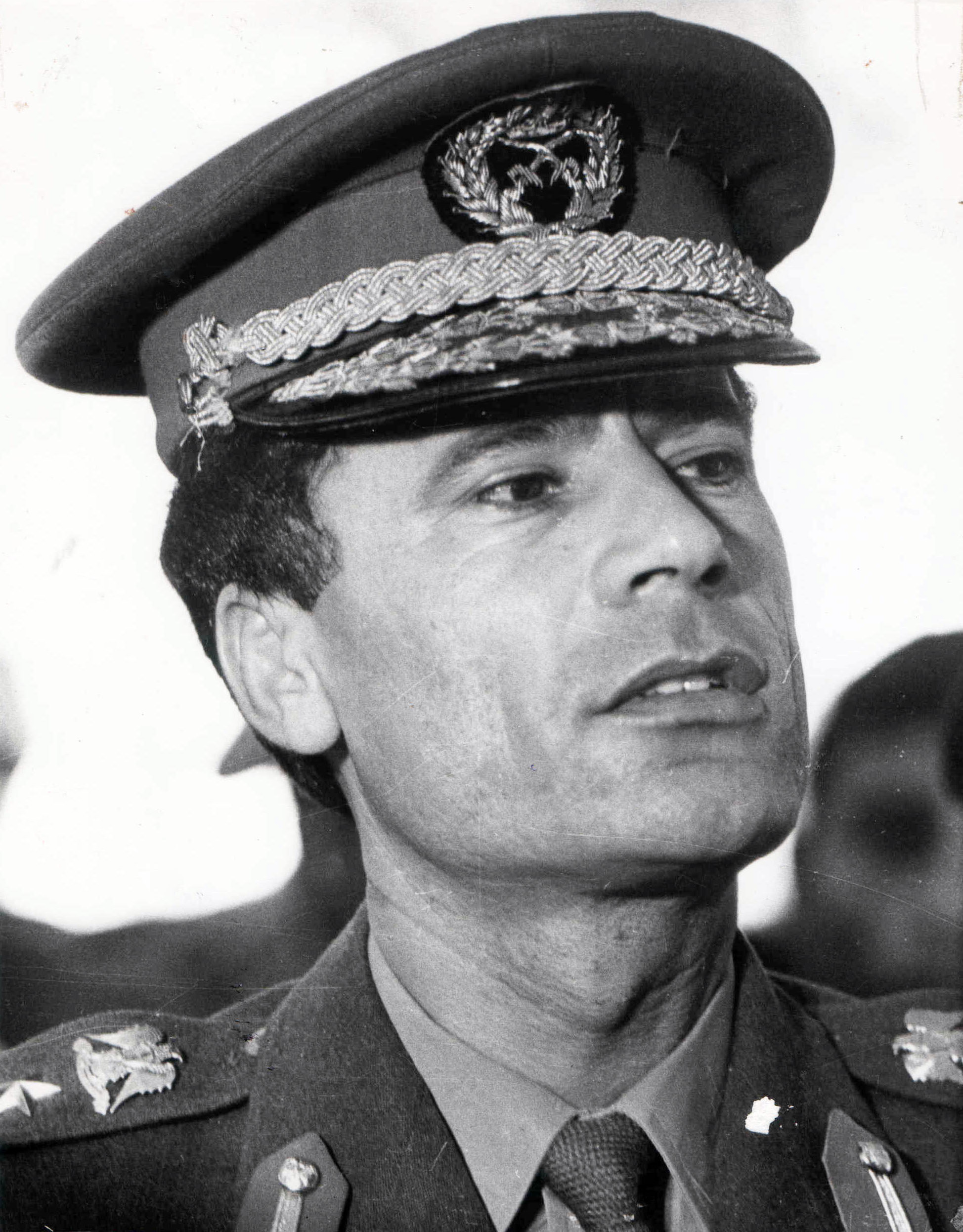
USA använde sig av desinformation mot den dåvarande libyske ledare Muammar al-Gaddafi år 1986.

USA:s underrättelsegemenskap började använda begreppet desinformation i dess ryska innebörd under 1950-talet och använde sig av liknande tillvägagångssätt. De amerikanska underrättelsetjänsterna använde desinformation som taktiskt grepp under kalla kriget och då man hamnade i konflikt med andra länder. År 2000 skrev The New York Times att CIA under sina ansträngningar att byta ut Mohammed Reza Pahlavi mot den dåvarande iranska premiärministern Mohammad Mossadeq bland annat planterade påhittade nyheter i media. Reuters kunde senare berätta hur CIA publicerat falska nyheter i tidningar som gavs ut i företrädesvis muslimska länder. Enligt dessa nyheter påstods Sovjetunionens ambassader, efter att landet 1979 gått in i Afghanistan, fira årsdagen av invasionen. Reuters noterade också att en tidigare amerikansk underrättelseofficer sagt att man försökte vinna de utländska journalisternas förtroende och därigenom använda dem som hemliga agenter som ett medel för att påverka landets politik genom lokala medier.
Begreppet desinformation fick ökad uppmärksamhet i oktober 1986, då det blev känt att Reaganadministrationen två månader tidigare hade drivit en desinformationskampanj mot den dåvarande libyske ledaren Muammar al-Gaddafi. Pressekreteraren i Vita huset, Larry Speakes, hävdade att nyheten om ett planerat anfall mot Libyen som först publicerades i The Wall Street Journal 25  augusti 1986, var "officiell" och andra tidningar, däribland The Washington Post, skrev därefter artiklar som beskrev den påhittade nyheten som ren fakta. Den biträdande pressekreteraren vid USA:s utrikesdepartement, Bernard Kalb, sade upp sig i protest mot desinformationskampanjen och yttrade att "det trovärdiga i vad USA säger är själva hjärtslaget i vår demokrati".
Under Reaganadministrationen publicerade USA:s utrikesdepartement tre årsskrifter om desinformationskampanjer: Active Measures: A Report on the Substance and Process of Anti-U.S. Disinformation and Propaganda Campaigns (1986), Report on Active Measures and Propaganda, 1986–87 (1987) och Report on Active Measures and Propaganda, 1987–88 (1989).

## Desinformation i Ryssland
Spekulationer om hur omfattande produktionen av desinformation är i Ryssland på både inhemsk media och social medier och hur desinformation används för att påverka väljare i andra länders valprocesser har pågått flitigt sedan USA:s presidentvalskampanj 2016. I den danska dokumentärfilmen Lögnfabriken från 2018 avsöljas av ryska utredande journalister hur den ryska så kallade ”trollfabriken”, till exempel Internet Research Agency i Sankt Petersburg, arbetar för att producera medvetet falsk information i en desinformationskampanj mot den egna befolkningen – men också mot andra länders befolkningar i syfte att påverka opinionen i en rad sakfrågor och bilden av samhällen i stort.
Andrej Sosjnikov har sedan 2014 arbetat med att hitta fejknyheter och lokalisera platser som används i fabricerade filmer som har sitt ursprung i den ryska trollfabriken. Chefredaktören på nättidningen Insider, Roman Dobrochtov, arbetar med att berätta hur de fejkade nyheterna produceras och hur de påverkar folks sätt att tänka. I filmen berättar de att trollfabriken bland annat försökt ändra bilden av hur västvärlden uppfattas i relation till det ryska samhället. Målet är inte att utmåla Ryssland som ett perfekt samhälle, utan att stärka bilden att västvärlden också har samhällsproblem, i många fall värre än de i Ryssland. Även utomlands har påverkansförsök från den ryska trollfabriken försökt att påverka opinionen och favorisera vissa kandidater över andra, i synnerhet i det amerikanska valet. Det finns dock ännu inga bevis för hur stor effekt dessa desinformationskampanjer har haft men att de sker kan uppfattas som demokratiska utmaningar.

## Desinformation i Sverige
Även i Sverige sprids desinformation. I december 2021 inleddes en desinformationskampanj på arabiskspråkiga sociala medier-konton som kom att kallas LVU-kampanjen efter Lagen om vård av unga. Budskapet var att svenska myndigheter tar barn ifrån främst muslimska föräldrar. Kampanjen resulterade i demonstrationer och uppmärksammades i utländska media. Även hot om terrordåd förekom under kampanjen. Enligt SVT är den tidernas största påverkanskampanj mot Sverige, som kom att bidra till en höjd terrorhotnivå i landet.
Inför att Sverige skulle ingå ett värdlandsavtal med Nato 2016 spreds vad som betecknades som en desinformationskampanj om vad detta skulle innebära för Sverige, via anonyma konton på sociala medier. Experter misstänkte att Ryssland låg bakom kampanjen. Ett annat, mer lokalt, exempel är när invånare i Österåkers kommun år 2015 utsattes för en desinformationskampanj i form av flygblad som påstod att ett boende för funktionsnedsatta skulle flyttas till förmån för ett nytt flyktingboende. När informationen nådde sociala medier, fick den sedan snabbt spridning och kommunen gick ut för att dementera informationen.
Inför riksdagsvalet i Sverige 2022 uppgav drygt en tredjedel av de svenska internetanvändarna över 18 år att de kände mycket eller ganska stor oro för att utländska stater eller myndigheter skulle använda internet i syfte att påverka valutgången. Mer än hälften kände stor oro för att vilseledande eller falsk information på nätet kommer att användas för att påverka valutgången.
I Sverige har Myndigheten för psykologiskt försvar (MPF) huvudansvar för samhällets gemensamna arbete mot desinformation. Framförallt fokuserar myndigheten på otillbörlig informationspåverkan som riktas mot Sverige från främmande makt.

## Desinformation via internet
Med ökad användning av internet har desinformation som sprids via internet blivit mer omfattande och ett större problem. År 2016 avslöjade webbtidningen BuzzFeed att över 100 webbplatser registrerade i Makedonien systematiskt spred falska nyheter via Facebook. Påhittade nyheter som anpassats för att få uppmärksamhet i de olika politiska lägren under valrörelsen i USA 2016 spreds för att bolagen bakom desinformationen skulle tjäna pengar i takt med att läsare klickade på länkarna.
En metod som redovisas av SVT i ett reportage i februari 2024 innebär att anonyma "vittnesmål" planteras i sociala medier, och därefter systematiskt sprids av afrikanska nyhetsmedier och engelskspråkiga medier med rysk koppling, för att till sist få en bred spridning.

## Engelskspråkig definition

Skillnaden mellan (avsiktlig) desinformation, (oavsiktligt) felaktig information och hoax enligt tolkning av Wikimedia Research (2015)

Det engelskspråkiga begreppet disinformation togs första gången in i ordböckerna år 1985, närmare bestämt i Webster's New College Dictionary och American Heritage Dictionary. Begreppet fanns inte med i 1986 års utgåva av Webster's New World Thesaurus eller New Encyclopedia Britannica. Då den ryska användningen av begreppet blivit allmänt känd under 1980-talet vidgades begreppet i engelskspråkiga länder att betyda "alla former av officiell kommunikation (såväl öppen som dold) med avsiktligt falskt eller vilseledande innehåll, ofta kombinerat med ett noggrant urval av sann information, med syftet att vilseleda eller manipulera antingen de ledande skikten i samhället eller den stora allmänheten." Runt 1990 var termen helt etablerad i det engelska språket som ett politiskt begrepp. Runt 2001 hade begreppet blivit en artig omskrivning för ren lögn. År 2002 skrev Stanley B. Cunningham i sin bok The Idea of Propaganda att begreppet blivit en allmän synonym för propaganda. År 2010 föreslog ordboksfunktionen i Microsoft Word att skribenten skulle använda misinforming (felaktig information) då vederbörande skrev disinforming.

## Etiska ställningstaganden
I boken Military Ethics and Emerging Technologies från 2014 diskuterar David Danks och Joseph H. Danks den etiska problematiken i att använda desinformation som ett led i informationskrigföring. De konstaterar att det försiggått en omfattande filosofisk diskussion kring företeelsen i förhållande till det rättfärdiga kriget och kring dess användande. Skribenterna beskriver en situation där användningen av desinformation i vissa fall kan användas, men inte i alla sammanhang. Det etiska ställningstagandet skulle då utgå från huruvida användningen av desinformation skulle kunna användas som en form av god tro och då vara etiskt acceptabel enligt krigets lagar. Under andra världskriget placerade man ut uppblåsbara stridsvagnsattrapper på öarna i Polynesien, Mikronesien och Melanesien med syftet att få det att framstå som om man hade större truppstyrkor än vad som egentligen var fallet. Enligt Danks test skulle detta vara etiskt acceptabelt. Däremot skulle det vara oacceptabelt att uppföra en ammunitionsfabrik och maskera den som vårdinrättning.
Påve Franciskus, den 266:e i ordningen och påve över den romersk-katolska kyrkan, uttalade sig kritiskt mot desinformation i en intervju den sjunde december 2016. Påven hade färsk erfarenhet av desinformation genom att ha varit föremål för en falsk webbplats som inför det amerikanska presidentvalet 2016 hävdade att han stödde Donald Trumps kandidatur. I en intervju med den belgiska, katolska veckotidningen Tertio, sade påve Franciskus att den enskilt värsta gärningen media kunde begå var att sprida desinformation. Påven sade vidare att spridning av desinformation istället för information innebar att man syndade. Intervjun uppmärksammades för det förment råa sätt på vilket sätt påven beskrev dem som sprider desinformation; han jämförde dem med koprofiler. Inledningsvis uppfattades detta som en felaktig översättning eftersom intervjun hölls på spanska, men senare i samma intervju jämförde påven de som tar till sig desinformation med koprofager. Påven ursäktade sig för den rättframma tonen, men sade att det var viktigt att inte bortse från sanningen och att inte sprida förtal. Påven sade vidare att "effekten av desinformation utgör förmodligen den värsta skadan som media kan åstadkomma".